# Женская премия за художественную литературу
Женская премия за художественную литературу (англ. The Women’s Prize for Fiction; ранее — Литературная премия «Оранж» (Orange Prize for Fiction) в 1996—2012 годах; Женская премия за художественную литературу «Бейлис» (Baileys Women's Prize for Fiction) в 2013—2017 годах) — одна из самых престижных в англоязычном мире премий за литературное произведение (роман), написанное женщиной любой национальности на английском языке и опубликованное в Великобритании за год до её вручения. Премия вручается с 1996 года.
Победители премии получают £30,000 фунтов стерлингов, а также бронзовую статуэтку «Bessie», созданную скульптором Гризель Найван (англ. Grizel Niven).

## История премии
Идея премии возникла после оглашения шорт-листа Букеровской премии 1991 года, куда не попали произведения авторов-женщин. Как отмечают организаторы премии, несмотря на то, что на момент учреждения премии большинство книг пишутся женщинами (в пропорции 60/40), они получают только 10 % мест в шорт-листах Букеровской премии. В 1995 году основатели обратились к компании Orange с просьбой о спонсорстве. В январе 1996 года была учреждена Литературная премия «Оранж». В июне 2017 года организаторы премии объявили о трёхлетнем сотрудничестве с Baileys Irish Cream, после истечения которого ряды их спонсоров пополнили компании Deloitte и NatWest.

## Лауреаты премии
| Год  | Лауреат | Лауреат                                                     | Книга                         | Шорт-лист | Прим.         |
| ---- | ------- | ----------------------------------------------------------- | ----------------------------- | --- | ------------- |
| 1996 |         | Хелен Данмор · Великобритания                               | A Spell of Winter             | - Джулия Блэкбёрн (англ. Julia Blackburn), The Book of Colour - Пэган Кеннеди (англ. Pagan Kennedy), Spinsters - Эми Тан, «Сто тайных чувств» - Энн Тайлер, «Лестница лет» - Марианна Уиггинс (англ. Marianne Wiggins), Eveless Eden                                                                                         | [ 3 ]         |
| 1997 |         | Анна Майклз · Канада                                        | «Пути памяти»                 | - Манда Скотт (англ. Manda Scott), Hen’s Teeth - Дейрдре Мэдден (англ. Deirdre Madden), One by One in the Darkness - Джейн Мендельсон (англ. Jane Mendelsohn), I Was Amelia Earhart - Маргарет Этвуд, «Она же Грейс» - Энни Пру, «Грехи аккордеона»                                                                          | [ 4 ]         |
| 1998 |         | Кэрол Шилдс · Канада                                        | Larry's Party                 | - Полин Мелвилл, The Ventriloquist's Tale - Энн Пэтчетт, «Прощальный фокус» - Дейрдре Пёрселл (англ. Deirdre Purcell), Love Like Hate Adore - Анита Шрив (англ. Anita Shreve), The Weight of Water - Кирстен Бакис (англ. Kirsten Bakis), Lives of the Monster Dogs                                                          | [ 5 ]         |
| 1999 |         | Сюзанна Берне · США                                         | A Crime in the Neighborhood   | - Джулия Блэкбёрн (англ. Julia Blackburn), The Leper's Companions - Мэрилин Боверинг (англ. Marilyn Bowering), Visible Worlds - Тони Моррисон, Paradise - Барбара Кингсолвер, «Библия ядоносного дерева» - Джейн Гамильтон, The Short History of a Prince                                                                    | [ 6 ]         |
| 2000 |         | Линда Грант · Великобритания                                | When I Lived in Modern Times  | - Джуди Будниц (англ. Judy Budnitz), If I Told You Once - Зэди Смит, «Белые зубы» - Элизабет Страут, «Эми и Исабель» - Ребекка Уэллс (англ. Rebecca Wells), «Божественные тайны сестричек Я-Я» - Айлиш Ни Гивне (англ. Éilís Ní Dhuibhne), The Dancers Dancing                                                               | [ 7 ]         |
| 2001 |         | Кейт Гренвилл · Австралия                                   | The Idea of Perfection        | - Маргарет Этвуд, «Слепой убийца» - Розина Липпи (англ. Rosina Lippi), Homestead - Джейн Смайли, Horse Heaven - Джилл Доусон (англ. Jill Dawson), Fred & Edie - Али Смит, «Отель — мир» | [ 8 ] [ 9 ]   |
| 2002 |         | Энн Пэтчетт · США                                           | «Бельканто»                   | - Мэгги Джи (англ. Maggie Gee), The White Family - Анна Бёрнс, No Bones - Хелен Данмор, The Siege - Сара Уотерс, «Тонкая работа» - Хлоя Хупер (англ. Chloe Hooper), A Child's Book of True Crime | [ 10 ]        |
| 2003 |         | Валери Мартин (англ. Valerie Martin) · США                  | Property                      | - Энн Донован (англ. Anne Donovan), «Папа-Будда» - Шена Маккей, Heligoland - Донна Тартт, «Маленький друг» - Зэди Смит, «Собиратель автографов» - Кэрол Шилдс, Unless | [ 11 ]        |
| 2004 |         | Андреа Леви (англ. Andrea Levy) · Великобритания            | Small Island                  | - Роуз Тремейн, The Colour - Джиллиан Слово (англ. Gillian Slovo), Ice Road - Ширли Хаззард (англ. Shirley Hazzard), The Great Fire - Маргарет Этвуд, «Орикс и Коростель» - Чимаманда Нгози Адичи, «Лиловый цветок гибискуса»                                                                                                | [ 12 ]        |
| 2005 |         | Лайонел Шрайвер (англ. Lionel Shriver) · США                | «Цена нелюбви»                | - Марина Левицка, «Краткая история тракторов по-украински» - Майли Мэлой (англ. Maile Meloy), Liars and Saints - Шери Холман (англ. Sheri Holman), The Mammoth Cheese - Джейн Гардам (англ. Jane Gardam), Old Filth - Джулз Денби (англ. Joolz Denby), «История Билли Морган»                                                | [ 13 ]        |
| 2006 |         | Зэди Смит · Великобритания                                  | «О красоте»                   | - Сара Уотерс, «Ночной дозор» - Кэрри Тиффани (англ. Carrie Tiffany), Everyman's Rules for Scientific Living - Али Смит, «Случайно» - Хилари Мэнтел, «Чернее чёрного» - Николь Краусс, «Хроники любви» | [ 14 ]        |
| 2007 |         | Чимаманда Нгози Адичи · Нигерия                             | «Половина жёлтого солнца»     | - Энн Тайлер, «Удочеряя Америку» - Рейчел Каск, Arlington Park - Киран Десаи, «Наследство разорённых» - Джейн Харрис (англ. Jane Harris), The Observations - Го Сяолу, «Краткий китайско-английский словарь любовников» | [ 15 ]        |
| 2008 |         | Роуз Тремейн · Великобритания                               | The Road Home                 | - Шарлотта Мендельсон (англ. Charlotte Mendelson), When We Were Bad - Хизер О’Нил (англ. Heather O'Neill), Lullabies for Little Criminals - Патрисия Вуд (англ. Patricia Wood), «Лотерея» - Нэнси Хьюстон, «Линии разлома» - Сэди Джонс (англ. Sadie Jones), «Изгой»                                                         | [ 16 ]        |
| 2009 |         | Мерилин Робинсон · США                                      | «Дом»                         | - Камила Шамси, Burnt Shadows - Саманта Хант (англ. Samantha Hunt), «Изобретая всё на свете» - Эллен Фелдман (англ. Ellen Feldman), Scottsboro - Саманта Харви, The Wilderness - Дейрдре Мэдден (англ. Deirdre Madden), Molly Fox’s Birthday                                                                                 | [ 17 ]        |
| 2010 |         | Барбара Кингсолвер · США                                    | «Лакуна»                      | - Моник Рофи (англ. Monique Roffey), The White Woman on the Green Bicycle - Лорри Мур, «Запертая лестница» - Хилари Мэнтел, «Волчий зал» - Аттика Локк (англ. Attica Locke), Black Water Rising - Рози Элисон (англ. Rosie Alison), The Very Thought of You                                                                  | [ 18 ]        |
| 2011 |         | Теа Обрехт · США                                            | «Жена тигра»                  | - Николь Краусс, «Большой дом» - Кэтлин Уинтер (англ. Kathleen Winter), Annabel - Эмма Хендерсон (англ. Emma Henderson), Grace Williams Says it Loud - Аминатта Форна, The Memory of Love - Эмма Донохью, «Комната» | [ 19 ]        |
| 2012 |         | Мадлен Миллер · США                                         | «Песнь Ахилла»                | - Энн Пэттчет, «На пороге чудес» - Синтия Озик, Foreign Bodies - Эси Эдугян, Half-Blood Blues - Джорджина Хардинг (англ. Georgina Harding), Painter of Silence - Энн Энрайт, «Забытый вальс» | [ 20 ]        |
| 2013 |         | Эми Майкл Хоумс (англ. A. M. Homes) · США                   | «Да будем мы прощены»         | - Мария Семпл, «Куда ты пропала, Бернадетт?» - Хилари Мэнтел, «Внесите тела» - Барбара Кингсолвер, Flight Behavior - Кейт Аткинсон, Жизнь после жизни - Зэди Смит, «Северо-Запад» | [ 21 ]        |
| 2014 |         | Эймар Макбрайд (англ. Eimear McBride) · Ирландия            | A Girl Is a Half-formed Thing | - Чимаманда Нгози Адичи, «Американха» - Ханна Кент (англ. Hannah Kent), «Вкус дыма» - Джумпа Лахири, «Низина» - Одри Маги (англ. Audrey Magee), The Undertaking - Донна Тартт, «Щегол» | [ 22 ] [ 23 ] |
| 2015 |         | Али Смит · Великобритания                                   | «Как быть двумя»              | - Лалин Полл (англ. Laline Paull), «Пчёлы» - Энн Тайлер, «Катушка синих ниток» - Сара Уотерс, «Дорогие гости» - Камила Шамси, A God in Every Stone - Рейчел Каск, «Контур» | [ 24 ] [ 25 ] |
| 2016 |         | Лиза Макинерни (англ. Lisa McInerney) · Ирландия            | The Glorious Heresies         | - Синтия Бонд (англ. Cynthia Bond), Ruby - Энн Энрайт, The Green Road - Элизабет МакКензи (англ. Elizabeth McKenzie), The Portable Veblen - Ханна Ротшильд (англ. Hannah Mary Rothschild), The Improbability of Love - Ханья Янагихара, «Маленькая жизнь»                                                                    | [ 26 ] [ 27 ] |
| 2017 |         | Наоми Олдерман (англ. Naomi Alderman) · Великобритания      | «Сила»                        | - Айобами Адебайо (англ. Ayobami Adebayo), Stay with Me - Линда Грант, The Dark Circle - Кэтрин Элейн Морган (англ. C. E. Morgan), The Sport of Kings - Гвендолин Райли (англ. Gwendoline Riley), First Love - Мадлен Тьен, «Не говори, что у нас ничего нет»                                                                | [ 28 ] [ 29 ] |
| 2018 |         | Камила Шамси · Пакистан/ · Великобритания                   | «Домашний огонь»              | - Джесмин Уорд (англ. Jesmyn Ward), «Пойте, неупокоенные, пойте» - Элиф Батуман (англ. Elif Batuman), «Идиот» - Джесси Гринграсс, Sight - Имоджен Гермес Гауэр (англ. Imogen Hermes Gowar), «Русалка и миссис Хэнкок» - Мина Кандасами (англ. Meena Kandasamy), When I hit you: or, a Portrait of the Writer as a Young Wife | [ 30 ] [ 31 ] |
| 2019 |         | Тайари Джонс (англ. Tayari Jones) · США                     | «Брак по-американски»         | - Пэт Баркер, «Безмолвие девушек» - Ойинкан Брейтуэйт (англ. Oyinkan Braithwaite), «Моя сестрица — серийная убийца» - Анна Бёрнс, «Молочник» - Диана Эванс (англ. Diana Evans), «Обычные люди» - Мадлен Миллер, «Цирцея» | [ 32 ] [ 33 ] |
| 2020 |         | Мэгги О’Фаррелл · Великобритания                            | «Хамнет»                      | - Бернардин Эваристо, «Девушка, женщина, иная» - Хилари Мантел, «Зеркало и свет» - Энджи Круз (англ. Angie Cruz), «Доминикана» - Натали Хейнс (англ. Natalie Haynes), «Тысяча кораблей» - Дженни Оффилл (англ. Jenny Offill), «Погода»                                                                                       | [ 34 ] [ 35 ] |
| 2021 |         | Сюзанна Кларк · Великобритания                              | «Пиранези»                    | - Брит Беннетт (англ. Brit Bennett), The Vanishing Half - Клэр Фуллер, Unsettled Ground - Яа Гьяси, «Мир неземной» - Шери Джонс (англ. Cherie Jones), How the One-Armed Sister Sweeps Her House - Патриция Локвуд (англ. Patricia Lockwood), «О таком не говорят»                                                            | [ 36 ] [ 37 ] |
| 2022 |         | Рут Озеки · США/ Канада                                     | «Книга формы и пустоты»       | - Лиза Аллен-Агостини (англ. Lisa Allen-Agostini), The Bread the Devil Knead - Луиза Эрдрич, «Срок» - Мег Мэйсон (англ. Meg Mason), «И в горе, и в радости» - Элиф Шафак, «Остров пропавших деревьев» - Мэгги Шипстед, «Большой круг»                                                                                        | [ 38 ] [ 39 ] |
| 2023 |         | Барбара Кингсолвер · США                                    | Demon Copperhead              | - Жаклин Крукс (англ. Jacqueline Crooks), Fire Rush - Луиз Кеннеди (англ. Louise Kennedy), Trespasses - Присцилла Моррис (англ. Priscilla Morris), Black Butterflies - Мэгги О’Фаррелл, «Портрет Лукреции. Трагическая история Медичи» - Лалин Полл (англ. Laline Paull), «Стая»                                             | [ 40 ] [ 41 ] |
| 2024 |         | В. В. Ганешанантан (англ. V. V. Ganeshananthan) · США       | Brotherless Night             | - Энн Энрайт, The Wren, The Wren - Кэтрин Гренвилл, Restless Dolly Maunder - Изабелла Хаммад (англ. Isabella Hammad), Enter Ghost - Клэр Килрой (англ. Claire Kilroy), Soldier Sailor - Об Рей Лескюр (англ. Aube Rey Lescure), River East, River West                                                                       | [ 42 ] [ 43 ] |
| 2025 |         | Яэль ван дер Вуден (англ. Yael van der Wouden) · Нидерланды | The Safekeep                  | - Ария Абер (англ. Aria Aber), Good Girl - Миранда Джулай, All Fours - Санам Махлуджи (англ. Sanam Mahloudji), The Persians - Элизабет Страут, Tell Me Everything - Нуссаиба Юнис (англ. Nussaibah Younis), Fundamentally | [ 44 ] [ 45 ] |

## Список #ThisBook
В мае 2014 года Женская премия за художественную литературу «Бейлис» запустила кампанию под хештегом #ThisBook, чтобы выяснить, какие книги, написанные женщинами, оказали на читателей наибольшее влияние. Для этого были привлечены 19 «вдохновляющих женщин», каждая из которых поделилась своим выбором, а также проведён опрос среди пользователей «Твиттера». В июле того же года организаторы опубликовали список топ-20 книг по итогам кампании:
1. «Убить пересмешника» (1960), Харпер Ли
2. «Рассказ служанки» (1985), Маргарет Этвуд
3. «Джейн Эйр» (1847), Шарлотта Бронте
4. «Гарри Поттер» (1997—2007), Джоан Роулинг
5. «Грозовой перевал» (1847), Эмили Бронте
6. «Гордость и предубеждение» (1813), Джейн Остин
7. «Ребекка» (1938), Дафна дю Морье
8. «Маленькие женщины» (1968—1969), Луиза Мэй Олкотт
9. «Тайная история» (1992), Донна Тартт
10. «Я захватываю замок» (1948), Доди Смит
11. «Под стеклянным колпаком» (1963), Сильвия Плат
12. «Возлюбленная» (1987), Тони Моррисон
13. «Унесённые ветром» (1936), Маргарет Митчелл
14. «Нам нужно поговорить о Кевине» (2003), Лайонел Шрайвер[англ.]
15. «Жена путешественника во времени» (2003), Одри Ниффенеггер
16. «Миддлмарч[англ.]» (1871—1872), Джордж Элиот
17. «Я знаю, отчего птица поёт в клетке[англ.]» (1969), Майя Энджелоу
18. «Золотая тетрадь[англ.]» (1962), Дорис Лессинг
19. «Цвет пурпурный[англ.]» (1982), Элис Уокер
20. «Женская комната[англ.]» (1977), Мэрилин Френч

## Критика
С момента своего учреждения премия неоднократно обвинялась в сексизме. Так, обладательница Букера Антония Сьюзен Байетт сказала, что запретила своим издателям высылать её рукописи для участия в конкурсе, так как, по её словам, в премии такого рода никогда не было необходимости. Кингсли Эмис заявлял, что не хотел бы выиграть эту премию, даже если бы был женщиной. С другой стороны, премию поддержали Синтия Озик, Сара Уотерс и другие литературные деятели.

### Комментарии
1. ↑  Названия книг, не изданных на русском языке, даны на языке оригинала — по-английски.